# Montceaux-Ragny
Montceaux-Ragny és un municipi francès, situat al departament de Saona i Loira i a la regió de Borgonya - Franc Comtat. L'any 2007 tenia 39 habitants.

## Demografia

### Població
El 2007 la població de fet de Montceaux-Ragny era de 39 persones. Hi havia 21 famílies, de les quals 8 eren unipersonals (4 homes vivint sols i 4 dones vivint soles), 4 parelles sense fills i 9 famílies monoparentals amb fills.
La població ha evolucionat segons el següent gràfic:
Habitants censats

### Habitatges
El 2007 hi havia 28 habitatges, 22 eren l'habitatge principal de la família, 2 eren segones residències i 4 estaven desocupats. 25 eren cases i 3 eren apartaments. Dels 22 habitatges principals, 19 estaven ocupats pels seus propietaris i 3 estaven llogats i ocupats pels llogaters; 3 tenien dues cambres, 4 en tenien tres, 1 en tenia quatre i 13 en tenien cinc o més. 12 habitatges disposaven pel capbaix d'una plaça de pàrquing. A 11 habitatges hi havia un automòbil i a 9 n'hi havia dos o més.

### Piràmide de població
La piràmide de població per edats i sexe el 2009 era:
| Homes | Edats   | Dones |
| ----- | ------- | ----- |
| 0     | 95 o +  | 0     |
| 0     | 90 a 94 | 0     |
| 0     | 85 a 89 | 0     |
| 0     | 80 a 84 | 0     |
| 4     | 75 a 79 | 4     |
| 0     | 70 a 74 | 4     |
| 0     | 65 a 69 | 4     |
| 0     | 60 a 64 | 0     |
| 4     | 55 a 59 | 0     |
| 0     | 50 a 54 | 0     |
| 0     | 45 a 49 | 4     |
| 4     | 40 a 44 | 4     |
| 0     | 35 a 39 | 0     |
| 0     | 30 a 34 | 0     |
| 0     | 25 a 29 | 0     |
| 0     | 20 a 24 | 0     |
| 0     | 15 a 19 | 12    |
| 4     | 10 a 14 | 4     |
| 4     | 5 a 9   | 0     |
| 0     | 0 a 4   | 0     |

## Economia
El 2007 la població en edat de treballar era de 28 persones, 25 eren actives i 3 eren inactives. De les 25 persones actives 22 estaven ocupades (10 homes i 12 dones) i 3 estaven aturades (3 homes). Totes les 3 persones inactives estaven estudiant.

## Poblacions més properes
El següent diagrama mostra les poblacions més properes.